# Chiesa di Santa Maria di Candeli
La chiesa di Santa Maria di Candeli detta anche Chiesa della Virgo Fidelis  è un luogo di culto cattolico che si trova in via de' Pilastri angolo Borgo Pinti, nel centro storico di Firenze. 
Nell'ex-convento si trova la Caserma "Vittorio Tassi" del Comando Legione Carabinieri Toscana. 
Il responsabile della Chiesa a livello religioso è il Cappellano Militare, Capo Ufficio del Serv. Assistenza Spirituale della Legione Carabinieri Toscana .
Tale sacerdote è inquadrato sotto L'Ordinariato Militare Italiano 

## Storia

### Le monache agostiniane

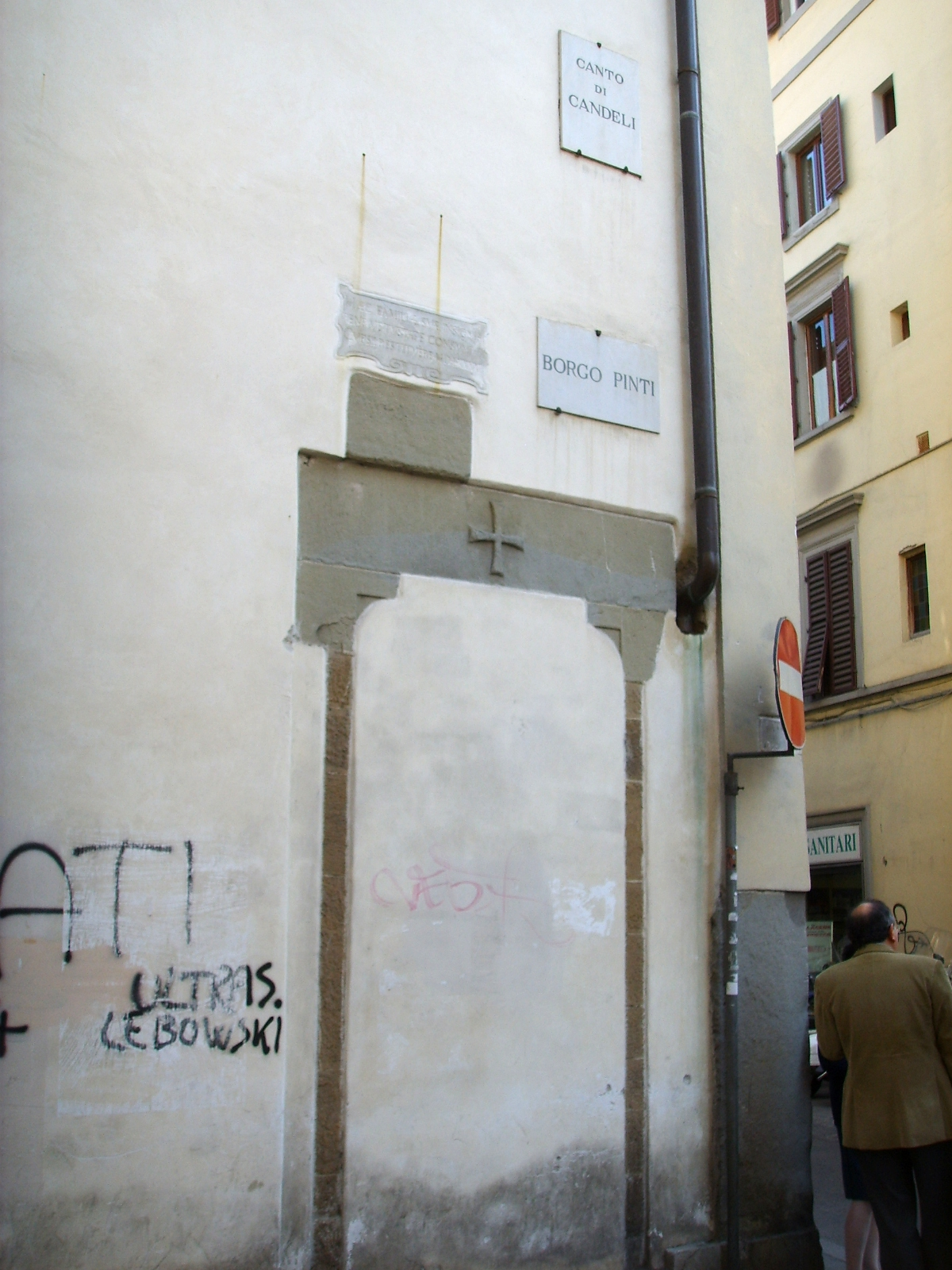
L'antico ingresso su Borgo Pinti

Verso la metà del XIII secolo il benefattore Lapo Corsi fece costruire a proprie spese un monastero per le monache agostiniane dette poi di Candeli, dal nome del Canto di Candeli in cui si trova la chiesa, che a sua volta doveva forse il nome a un oste di nome Candeglio. La chiesa dovette risalire almeno al XIV secolo, come fa pensare il portale in pietra con architrave ornato da un bassorilievo con una croce tuttora presente su Borgo Pinti, che farebbe pensare a un primitivo orientamento lungo il tradizionale asse est-ovest. Nella pianta della Catena (1471-1482), preziosa opera topografica di Francesco di Lorenzo Rosselli, la chiesa appare però già con l'orientamento attuale, sull'asse nord-sud. Al 1473 è datata l'iscrizione sulla cantonata con una pietra su cui sono incese, oltre alla data, le parole "Timor Dominv". Tra la fine del Quattrocento e l'inizio del secolo successivo la chiesa e il monastero subirono accrescimenti e abbellimenti, come testimoniano l'ingrandimento del refettorio e la sua decorazione ad affresco nel 1514.
Nel 1557 una disastrosa alluvione investì il convento, distruggendo libri, documenti e molte suppellettili. Con grande tempestività, grazie anche all'interessamento di monsignor Piero de' Medici, che al tempo era governatore degli Agostiniani, e del granduca Cosimo I, si avviò già nel 1558 la ricostruzione e restauro patrocinato dalla madre badessa Lionarda Corsi. A spese dello stesso granduca venne ad esempio rifatto il muro dell'orto. Per l'altare maggiore della nuova chiesa Maso da San Friano dipinse nel 1563 una michelangiolesca Pietà oggi in collezione privata. Nel 1584 la pianta del Buonsignori, una dettagliatissima veduta di Firenze disegnata da Stefano Bonsignori, testimoniò un impianto della chiesa pressoché invariato, con la facciata su via dei Pilatri, la porta su Borgo pinti ancora aperta, e un campanile oggi scomparso.
Nel XVII secolo, grazie ai frequenti lasciti dei fedeli ed alle doti delle nuove monache, il monastero poté essere ingrandito e abbellito a più riprese. Nel 1624 ad esempio venne sistemata la "Fabbrica della Muraglia dell'Orto" e fu costruita la nuova "Fabbrica del Noviziato", con una grande terrazza sul giardino, tuttora esistente.
Nel 1702-1703 si rese necessario ampliare la chiesa, per il numero ormai troppo consistente di monache, incaricando l'architetto di corte Giovan Battista Foggini che, pur essendo in quel periodo impegnato in molti cantieri fiorentini, curò un rifacimento in un elegante stile barocchetto e scolpì di sua mano alcune decorazioni: il paliotto bronzeo dell'altare maggiore e il bassorilievo marmoreo della Vergine collocato sopra il portale della chiesa. Alla fine del lavori, che costarono l'ingente somma di 9.000 scudi, l'aula appariva ingrandita con una tribuna nella parte absidale, affiancata da due vani laterali, che non è percepibile dall'esterno, non essendo stati toccati i muri su Borgo Pinti. La riapertura al culto della chiesa risale al 24 marzo 1704.
A metà del Settecento, per ricordare un fatto miracoloso avvenuto a una monaca del convento, si fece costruire e dipingere una cappellina nel passaggio che va dal chiostro ed alla chiesa tramite la sagrestia, incaricando il pittore fiorentino Agostino Veracini.

### Dopo la soppressione

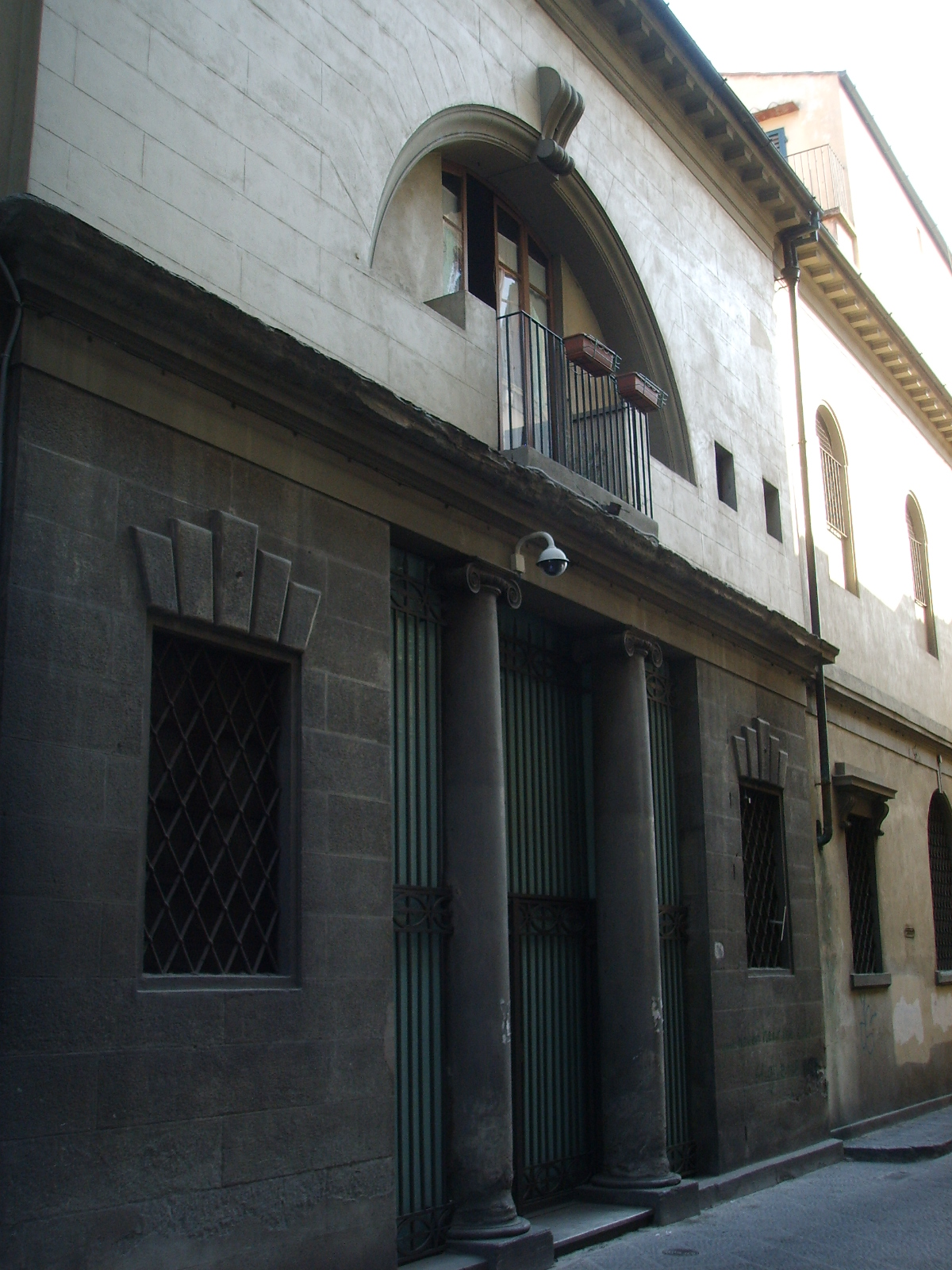
Entrata dell'ex-Liceo Regio

Il monastero, soppresso nel 1808 per volontà napoleonica, con la quasi totalità degli istituti religiosi cittadini, venne ristrutturato da Giuseppe Del Rosso (1812-1813) per renderlo sede del Liceo Regio, del quale rimane tuttora il prospetto in stile neoclassico su Borgo Pinti 56, con due colonne. Vennero realizzati alloggi per 224 alunni e 19 tra professori, maestri ed impiegati, oltre a sale speciali attrezzate per il disegno, la musica, il ballo, la scherma, un'infermeria e una biblioteca. Risale a questo periodo il fronte neoclassico su Borgo Pinti, la sistemazione dell'atrio corrispondente e la decorazione a affresco in stile neoclassico di alcuni ambienti.
Con la caduta di Napoleone e la Restaurazione il liceo venne destinato a attività eterogenee. Dopo alcuni lavori di adeguamento nel 1836, effettuati dall'architetto Giovanni Pacini, vi vennero insediati studi d'artista, un locale per le prove musicali della Banda dei Dilettanti e soprattutto un asilo per fanciulli indigenti, il primo "asilo" di Firenze. Federico Fantozzi (1843), riportò un elenco degli artisti che vi tenevano lo studio: "Architetti: Mariano Falcini, Francesco Leoni e Giuseppe Martelli. Pittori: Antonio Morghen, Giuseppe Sabatelli, Giuseppe Angelelli, Carlo Della Porta, Luigi Corsi, Antonio Marini, Olimpio Bandinelli, Gaetano Canicci, Baldassarre Calamai, Paolo Ferroni, Metilde Melenchini. Scultori: Ottavio Giovannozzi, Aristodemo Costoli, Luigi Magi, Ulisse Cambi. Incisori: Vincenzo Biondi".
Nel 1845 i locali del complesso accolsero la scuola d'Arti e Mestieri e, dal 25 giugno, il Liceo militare Arciduca Ferdinando.
Nel periodo di Firenze Capitale (1865-1871), nell'ambito dei lavori per ospitare tutti gli apparati dello stato sabaudo, il complesso di Candeli venne destinato a sede della Legione Carabinieri di Firenze in sostituzione di tutti i precedenti istituti educativi. Dei lavori di adeguamento si occupò, già dal 1865, Giuseppe Castellazzi, mentre il Maggiore dei Carabinieri Filippo Orlandini intraprendeva la riorganizzazione della Gendarmeria Toscana nel corpo dei Carabinieri sul modello piemontese, che venne poi denominata Legione dei Carabinieri Toscani.
Negli anni trenta del Novecento il complesso subì un completo restauro ad opera del Rettorato delle Opere Pubbliche, che realizzò una nuova facciata su via dei Pilastri, terminata nel 1934. La chiesa venne restaurata e riaperta al culto nel 1955, mentre le decorazioni ad affresco e a stucco furono oggetto di un capillare restauro negli anni settanta e poi di nuovo in una serie di lavori terminati nel 2007. Nel periodo 1980-1983 intanto altri importanti lavori avevano ripristinato e adeguato vari spazi interni, nonché rifatto le coperture.

## Descrizione

### La chiesa

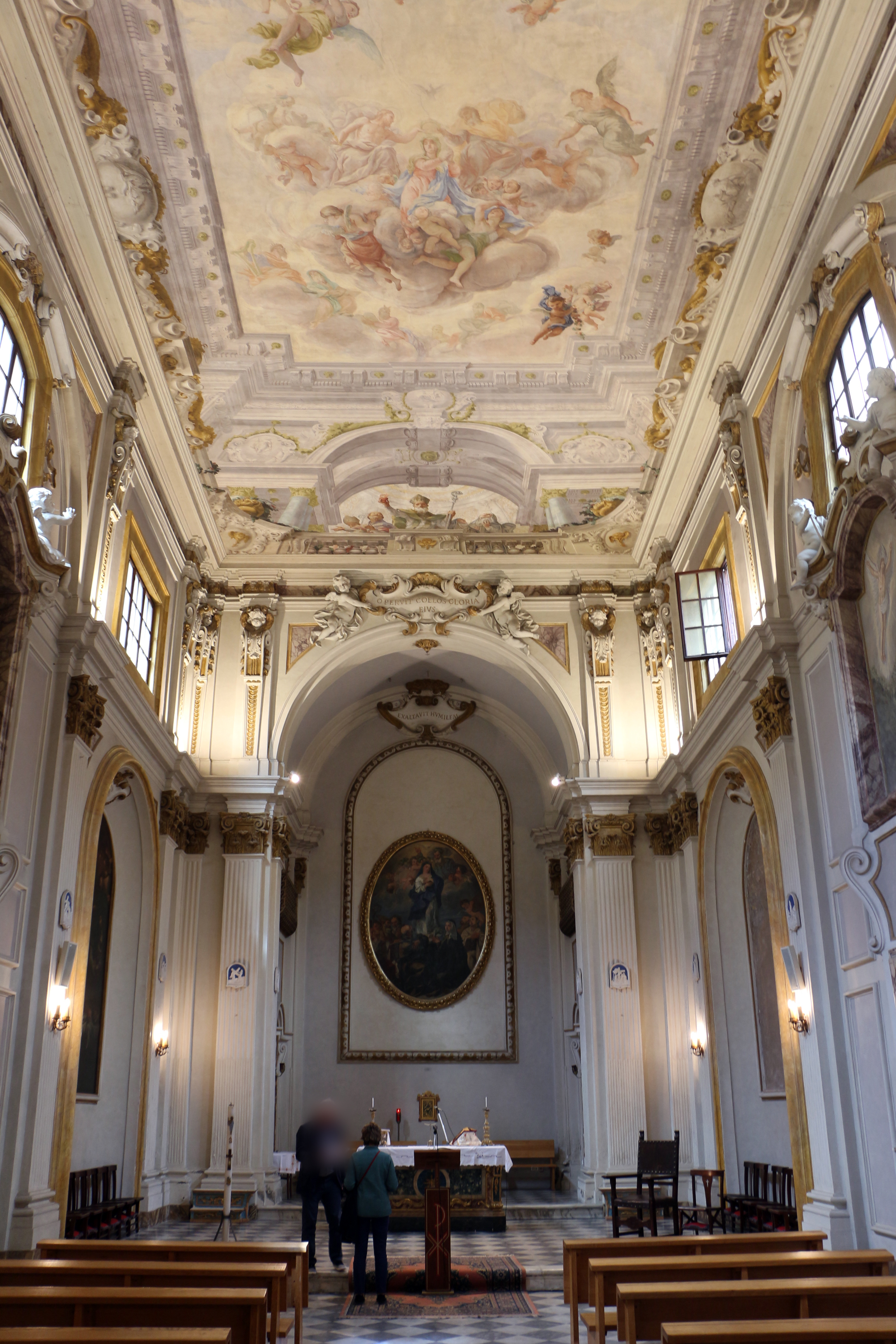
Interno della chiesa

La chiesa, che i carabinieri hanno ridedicato alla Virgo Fidelis, cioè alla Vergine della fedeltà, ha una facciata tradizionale a capanna, ingentilita da un finestrone con cornice e timpano circolare e da un portale con timpano triangolare retto da paraste con volute e decorato, al centro, da un ovale con il bassorilievo della testa di Maria del Foggini entro una cornice con due volute laterali poggiate su due gradini dentellati.
L'interno è uno dei più pregevoli esempi di architettura tardobarocca a Firenze, si per la completezza dell'apparato decorativo e plastico, dove prevalgono i toni chiari, che per l'uso illusionistico delle pitture, che tendono a dilatare artificialmente lo spazio reale.
Vi si conservano interessanti dipinti coevi al restauro del primo Settecento: nella volta un affresco con l'Assunzione di Niccolò Lapi, incorniciata dalle architetture illusionistiche di Giuseppe Tonelli; le finte architetture di Stefano Papi nella controfacciata, impostate come una loggia da cui si affacciano figure benedicenti; le pale degli altari sono alla parete destra di Francesco Botti (Santa Chiara) e di Jacopo Vignali (Sant'Agostino), all'altar maggiore di Carlo Sacconi (Immacolata Concezione) e infine al lato sinistro di Tommaso Redi (Transito di san Giuseppe). Il transito di San Giuseppe è l'unica pala d'altare creata appositamente per questa chiesa
Il paliotto bronzeo dell'altare maggiore, come si è detto, è del Foggini.
Fuori dalla chiesa si trovano alcune lapidi. Su via dei Pilastri e su Borgo Pinti una medesima lapide in marmo bianco, con contorni sagomati, si ripete: 
| HÆC FAMILIÆ SVÆ INSIGNIA PENÈ VETVSTATE CONSVMPTA CVRSII RESTITVÈRE·M·D·LXXXXII |

La traduzione è: "I Corsi ripristinarono questo stemma della loro famiglia quasi cancellato dal tempo. 1592". La lapide su Borgo Pinti è senza stemma.
Vicino si trovava una lapide dei Signori Otto, oggi illeggibile:
| GLI SPETTABILI . SS OTTO DI GVARDIA E BALIA DELLA CITTÀ DI FIRENZE FANNO NOTIFICARE CHE NIVNA MERETRICE O DONNA DI CATTIVA VITA O FAMA POSSA STARE ET ABITARE A BRACCIA CENTO P(er) OGNI VERSO VICINO ALLE MVRA DI QVESTO MONAST(er)O PENA LIRE DVGENTO DA INCORRERSI IPSO FATTO SENZA ALTRA DICHIARAZIONE ET ALTRO DISPOSTO DELLA LEGGE DEL 1461 E PENA LA CATTVRA DI SCVDI QVATTRO A FAMIGLI P(er) CIAS CVNA VOLTA, COME NEL NVOVO DECRETO SOTTO DI 22 OTTOBRE 1667 |

### L'ex-convento

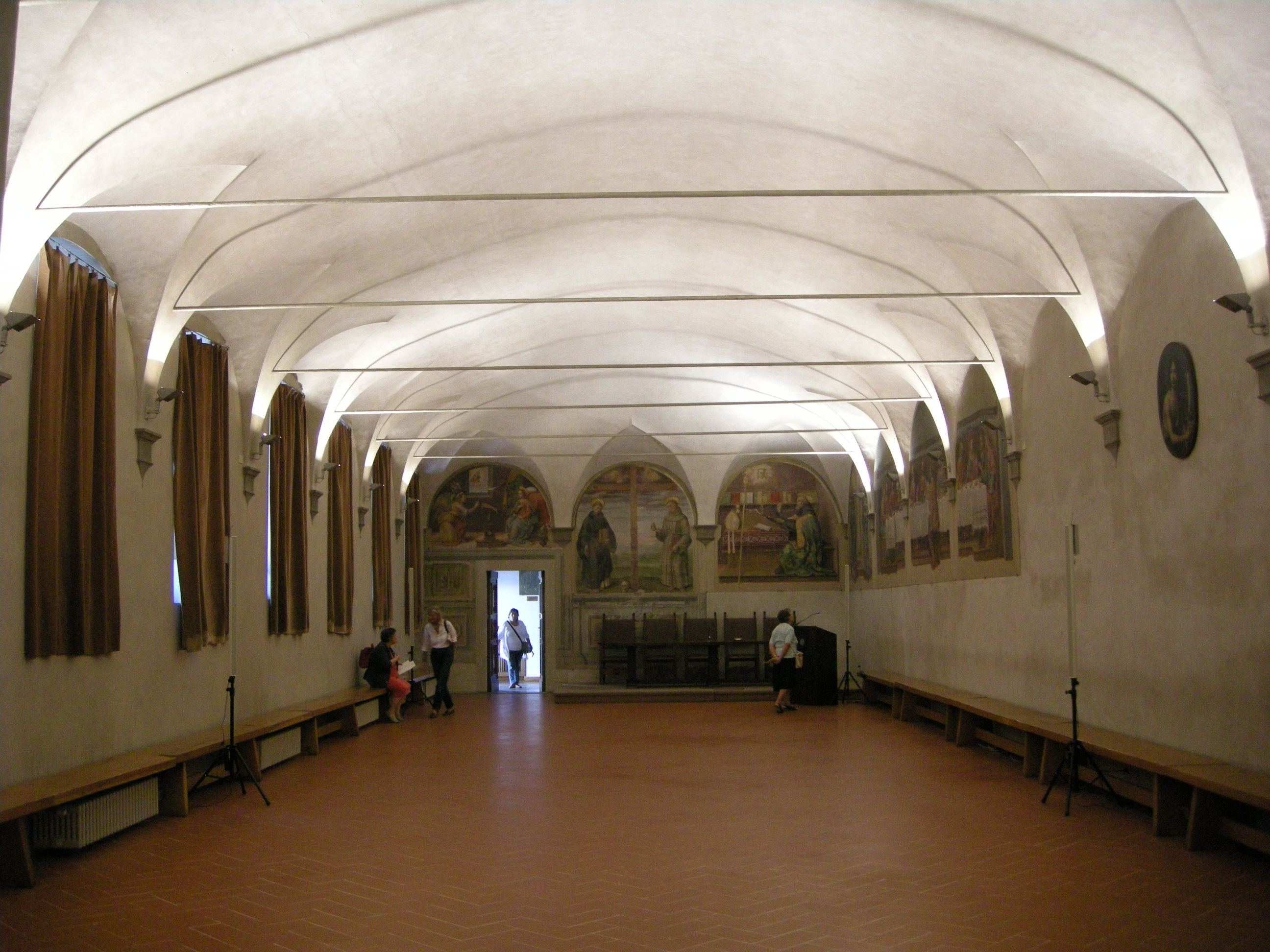
Il refettorio

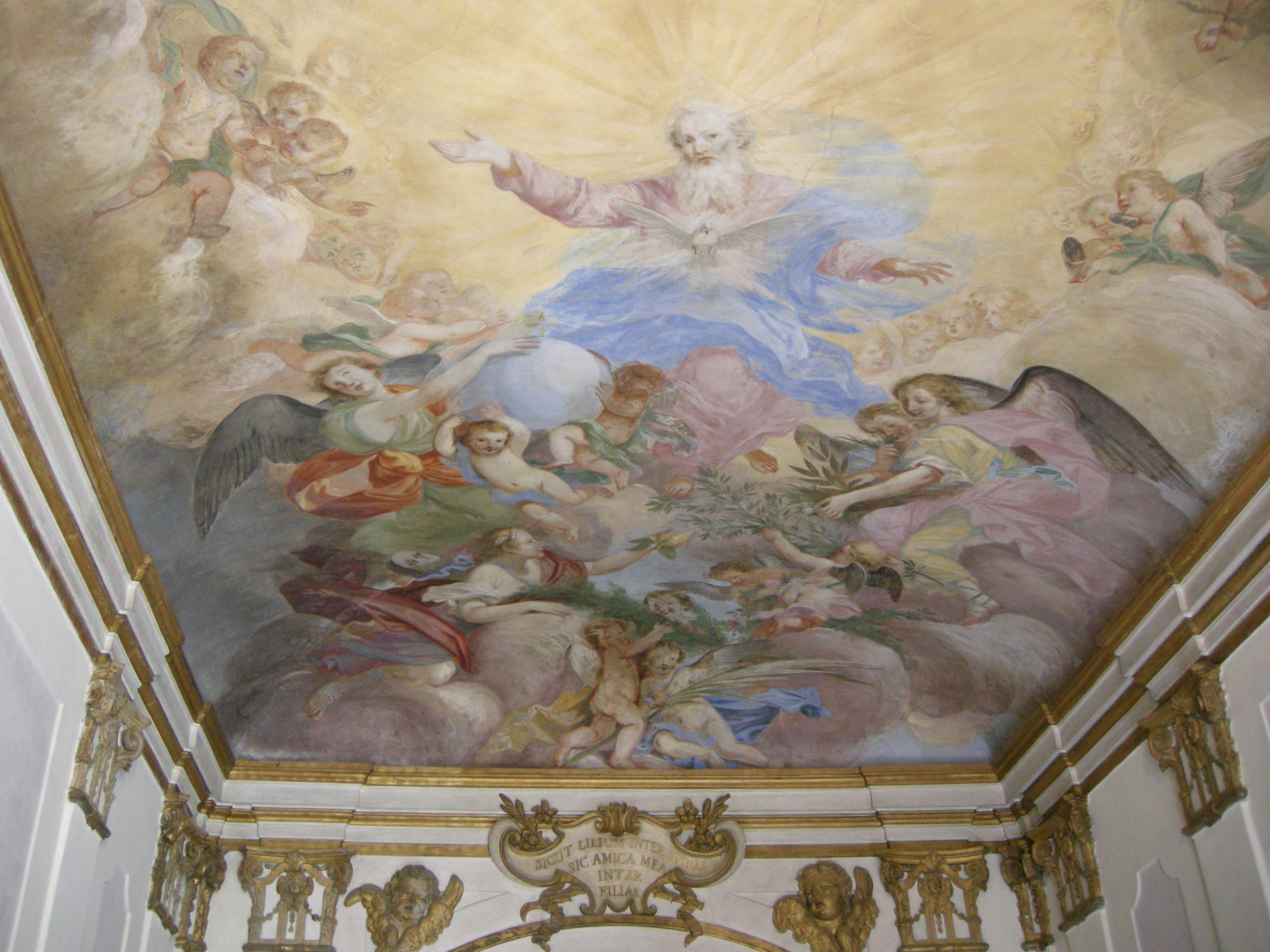
La cappellina di Agostino Veracini

L'ex-convento si articolava attorno ad un chiostro, tuttora esistente, su cui si articolano vari edifici a due piani, mentre sul retro si apriva un vasto giardino/orto, dove oggi si trova la piazza d'armi e il parcheggio interno della caserma. Il muro nord separava il monastero da quello contiguo di Santa Maria Maddalena de' Pazzi.
Oggi si accede agli ambienti dell'ex-monastero dall'ingresso neoclassico in Borgo Pinti, caratterizzato da una facciata a due piani sviluppata fortemente in orizzontale e organizzata a partire da un corpo centrale segnato al centro da un ampio ingresso tripartito da due colonne ioniche, corrispondente al piano superiore a un grande arco includente un finestrone e un balcone (a filo della facciata), in modo da determinare sul fronte il profilo di un grandioso arco di evidente richiamo classico, secondo modi che lo stesso riproporrà nell'esterno del teatro Goldoni di via di Santa Maria. Ai lati di questo corpo l'edificio si sviluppa per ulteriori otto assi, con quegli estremi leggermente aggettanti in modo da evocare (nonostante le modeste dimensioni della via non consentano una visione unitaria del prospetto) il fronte di un palazzo monumentale fornito di ali laterali. Segue un atrio coperto da un soffitto a cassettoni con rosoni a rilievo, che porta a un androne dal quale si accede alla piazza d'armi, voltato a botte con analoghe rosette e decorato da busti in gesso di letterati e personaggi storici.
La piazza d'armi, che ha la forma di due lunghi rettangoli uniti sul lato breve, è decorata dal 1950 dal Monumento ai caduti in guerra e servizio della Legione Carabinieri di Firenze. Si tratta di una scultura bronzea di un carabiniere posta su un basamento marmoreo, dove una lapide ricorda i nomi dei caduti, e sormontata da un'immagine della Madonna fidelitas Virgo, patrona dell'Arma.
La cappellina, accessibile dal cortile o da lungo corridoio che porta alla sagrestia e quindi alla chiesa, conserva sul soffitto le pitture di Agostino Veracini, anche se l'apertura di un passaggio verso il refettorio ha fatto perdere la sua funzione religiosa in favore del transito.
Il grande refettorio coperto da una volta unghiata sorretta da capitelli semplici in pietra serena. Le lunette dei lati est e sud sono decorate da alcuni affreschi, già attribuiti al Franciabigio, oggi ritenuti di Giovanni Antonio Sogliani. Essi raffigurano, da sinistra, un'Annunciazione, i Santi Tommaso e Antonio sotto la Croce, Sant'Agostino nello studio, i Santi Nicola da Tolentino e Monica e una grande Ultima Cena, dispiegata su tre lunette, ispirata a quelle di Domenico Ghirlandaio in San Marco e Ognissanti. Fino all'alluvione di Firenze del 1966 la fascia inferiore delle pareti era decorata da un'alta spalliera con quadrature geometriche, oggi solo parzialmente conservata. Su uno di questi frammenti si trova la data 1514 entro una cartella, probabile memoria del completamento degli affreschi.
Per quanto riguarda il prospetto su via dei Pilastri questo si mostra di disegno oltremodo semplice, ancora fortemente legato a modelli ottocenteschi. Indipendentemente dallo sviluppo in pianta del complesso si estende per undici assi organizzati su tre piani, suddiviso in tre partizioni da lesene in finto bugnato, la centrale segnata da un portale ad arco che reca nella chiave la figura di una Madonna fortemente abrasa.